# Abel Cathrine Buchwald
Abel Cathrine Buchwald (død 7. september 1716 i Odense) var overhofmesterinde hos dronning Louise
Hun var datter af Claus Buchwald til Skovbølgård (født 1635) og Dorothea Rumohr (død 1663).
Hun var formentlig gift 1. gang med mecklenburg-güstrowsk gehejmeråd, kammerpræsident, hofmarskal, landråd og amtmand på Breitenburg Adam Henning Bülow (død 1692, gift 1. gang med Anne Margrethe Dessin, død 1683). 2. gang ægtede hun 24. marts 1707 på Københavns Slot Frederik Giedde.
Hun er begravet i Sankt Hans Kirke i Odense.